# ヴィルカヴィシュキス
ヴィルカヴィシュキス（リトアニア語: Vilkaviškis）はリトアニアの南西部にある都市。かつては多くのユダヤ人が住んでいた。

## 人口
- 1798年 - 2,077人
- 1800年 - 1,804人
- 1820年 - 2,563人
- 1827年 - 2,889人
- 1857年 - 5,503人
- 1892年 - 7,307人
- 1897年 - 5,788人
- 1923年 - 7,263人
- 1931年 - 7,571人
- 1939年 - 8,733人
- 1959年 - 5,072人
- 1970年 - 8,452人
- 1976年 - 11,300人
- 1979年 - 11,836人
- 1989年 - 13,829人
- 2011年 - 13,283人